# Elżbieta Osewska
Elżbieta Osewska – polska teolog, pedagog i specjalista w zakresie nauk o rodzinie, profesor, doktor habilitowany w dziedzinie nauk teologicznych, nauczyciel akademicki Państwowej Wyższej Szkoły Zawodowej w Tarnowie.

## Życiorys
Pracę doktorską zatytułowaną Współczesna katecheza rodzinna (studium pastoralno-katechetyczne) obroniła na Wydziale Teologii Katolickiego Uniwersytetu Lubelskiego Jana Pawła II w 1994 roku, a w 2009 uzyskała habilitację na Wydziale Teologicznym Uniwersytetu Kardynała Stefana Wyszyńskiego na podstawie rozprawy zatytułowanej Edukacja religijna w szkole katolickiej w Anglii i Walii w świetle "Living and Sharing Our Faith. A National Project of Catechesis and Religious Education". W 2021 roku postanowieniem Prezydenta RP otrzymała tytuł naukowy profesora nauk teologicznych.
Jest profesorem w Katedrze Filologii Polskiej na Wydziale Humanistycznym Państwowej Wyższej Szkoły Zawodowej w Tarnowie.